# Web Master
Web Master – pierwsza polska gra komputerowa, napisana na ośmiobitowe komputery Atari przez pracowników zakładów Elwro Piotra Bednawskiego, Jerzego Dybskiego oraz Jarosława Wyżgowskiego wiosną roku 1983.
Pomysł na Web Mastera zaczerpnięto pośrednio z gry Pac-Man, lecz bohaterem polskiego tytułu był pająk uciekający po utkanej pajęczynie przed owadami, naprawiający ubytki sieci i zjadający żuki i muchy, za co otrzymywał punkty. Gra miała trzy poziomy trudności. Za warstwę dźwiękową służyła muzyka z serialu o przygodach koziołka Matołka.
Pracownicy Elwro otrzymali zlecenie napisania gry od Stanleya M. Hyduke'a, byłego pracownika Elwro, w Polsce znanego jako Stanisław Marian Hajduk, który jako polski emigrant w USA zamierzał spieniężyć pracę polskich programistów w na rynku amerykańskim. Bednawski, Dybski i Wyżgowski na co dzień zajmowali się automatyką przemysłową, podjęli się jednak zadania, które nie było zbieżne z ich profilem zawodowym; co więcej, nie używali również wcześniej komputerów Atari (programowali na maszynach PDP-11). Od Hyduke'a otrzymali komputer Atari 400 wraz z kompletem dokumentacji. Grę napisali w asemblerze w kilka miesięcy. Jak na realia roku 1983, gra była wystarczająco atrakcyjna, by konkurować z produkcjami zachodnimi.
Hyduke nie wydał gry w USA, gdyż testując ją wiosną 1983 roku stwierdził, że rozgrywka budzi w nim agresywne odczucia. Jako osoba religijna, nie chcąc, by gra wywoływała podobne instynkty u odbiorców, zrezygnował z jej dystrybucji. Odrzucił też kolejne gry przygotowywane samodzielnie przez Piotra Bednawskiego, również argumentując to ich brutalnością.
Twórcy gry nie kontynuowali pracy na rynku rozrywki elektronicznej, lecz Piotr Bednawski w 2. połowie lat 80. XX wieku udostępnił Web Mastera znajomym z giełdy komputerowej, co zaowocowało jej niekomercyjną dystrybucją.